# جرد فوگل
جرد فوگل (انگلیسی: Jared Fogle؛ زادهٔ ۲۳ اوت ۱۹۷۷) هنرپیشه اهل ایالات متحده آمریکا است.